# Diga di Gülüç
La diga di Gülüç è una diga della Turchia. Si trova nella provincia di Zonguldak.